# Cyprus op het Eurovisiesongfestival 1998
Cyprus nam deel aan het Eurovisiesongfestival 1998 in Birmingham, Verenigd Koninkrijk. Het was de 17de deelname van het land op het Eurovisiesongfestival. De CyBC was verantwoordelijk voor de Cypriotische bijdrage voor de editie van 1998.

## Selectieprocedure
Net zoals het voorbije jaar koos men ervoor om via een nationale finale de kandidaat en het lied aan te duiden voor het festival. Het festival vond plaats in de Monte Caputo Nightclub in Limasol en werd gepresenteerd door Marina Meleni en Loukas Hamatsos. In totaal deden acht liedjes mee aan de nationale finale. De winnaar werd gekozen door een jury.
| Volgorde | Artiest                               | Lied                     | Punten | Plaats |
| -------- | ------------------------------------- | ------------------------ | ------ | ------ |
| 1        | Elena                                 | "Magissa mira"           | 38     | 8ste   |
| 2        | Annie                                 | "Ligi hara gia tin Mona" | 108    | 3de    |
| 3        | Nasia Trachonitou                     | "Prepi na xehastis"      | 52     | 7de    |
| 4        | Dalida Mitzi                          | "Nichta min pis"         | 95     | 6de    |
| 5        | Kyriakos Zymboulakis                  | "Oneiro"                 | 98     | 5de    |
| 6        | Alexandros Panayi & Marlain Angelidou | "Fterougisma"            | 123    | 2de    |
| 7        | Giorgos Stamataris                    | "Onomase me"             | 108    | 3de    |
| 8        | Michalis Chatzigiannis                | "Genesis"                | 158    | 1ste   |

## In Birmingham
In het Verenigd Koninkrijk trad Cyprus als zeventiende van 25 landen aan, na gastland Verenigd Koninkrijk en voor Nederland. Het land behaalde een elfde plaats met 37 punten. 
Men ontving één keer het maximum van de punten. 
België en Nederland hadden respectievelijk 2 en 0 punten over voor deze inzending.

### Gekregen punten

#### Finale
| 12 punten     | 10 punten                       | 8 punten              | 7 punten | 6 punten                     |
| ------------- | ------------------------------- | --------------------- | -------- | ---------------------------- |
| - Griekenland |                                 |                       |          |                              |
| 5 punten      | 4 punten                        | 3 punten              | 2 punten | 1 punt                       |
| - Slowakije   | - Kroatië - Portugal - Roemenië | - Verenigd Koninkrijk | - België | - Hongarije - Israël - Malta |

### Punten gegeven door Cyprus

#### Finale
Punten gegeven in de finale:
| 12 punten | Griekenland         |
| 10 punten | Israël              |
| 8 punten  | Verenigd Koninkrijk |
| 7 punten  | Kroatië             |
| 6 punten  | België              |
| 5 punten  | Malta               |
| 4 punten  | Spanje              |
| 3 punten  | Noorwegen           |
| 2 punten  | Portugal            |
| 1 punt    | Frankrijk           |

1981 · 1982 · 1983 · 1984 · 1985 · 1986 · 1987 · 1988 · 1989 · 1990 · 1991 · 1992 · 1993 · 1994 · 1995 · 1996 · 1997 · 1998 · 1999 · 2000 · 2001 · 2002 · 2003 · 2004 · 2005 · 2006 · 2007 · 2008 · 2009 · 2010 · 2011 · 2012 · 2013 · 2014 · 2015 · 2016 · 2017 · 2018 · 2019 · 2020 · 2021 · 2022 · 2023 · 2024 · 2025